# Helloween/Diskografie
Diese Diskografie ist eine Übersicht über die musikalischen Werke der deutschen Power- und Speed-Metal-Band Helloween. Den Quellenangaben zufolge hat sie bisher mehr als acht Millionen Tonträger verkauft. Ihre erfolgreichste Veröffentlichung ist das dritte Studioalbum Keeper of the Seven Keys Part 2 mit über 250.000 verkauften Einheiten.

## Alben

### Studioalben
| Jahr | Titel Musiklabel                                        | Höchstplatzierung, Gesamtwochen, AuszeichnungChartplatzierungen (Jahr, Titel, Musiklabel, Platzierungen, Wochen, Auszeichnungen, Anmerkungen) | Höchstplatzierung, Gesamtwochen, AuszeichnungChartplatzierungen (Jahr, Titel, Musiklabel, Platzierungen, Wochen, Auszeichnungen, Anmerkungen) | Höchstplatzierung, Gesamtwochen, AuszeichnungChartplatzierungen (Jahr, Titel, Musiklabel, Platzierungen, Wochen, Auszeichnungen, Anmerkungen) | Höchstplatzierung, Gesamtwochen, AuszeichnungChartplatzierungen (Jahr, Titel, Musiklabel, Platzierungen, Wochen, Auszeichnungen, Anmerkungen) | Höchstplatzierung, Gesamtwochen, AuszeichnungChartplatzierungen (Jahr, Titel, Musiklabel, Platzierungen, Wochen, Auszeichnungen, Anmerkungen) | Anmerkungen                                                |
| Jahr | Titel Musiklabel                                        | DE | AT | CH | UK | US | Anmerkungen                                                |
| ---- | ------------------------------------------------------- | --- | --- | --- | --- | --- | ---------------------------------------------------------- |
| 1985 | Walls of Jericho Noise Records (SPV)                    | — | — | — | — | — | Erstveröffentlichung: Oktober 1985                         |
| 1987 | Keeper of the Seven Keys Part 1 Noise Records (SPV)     | DE15 (14 Wo.)DE | — | CH18 (4 Wo.)CH | — | US104 (21 Wo.)US | Erstveröffentlichung: 21. April 1987                       |
| 1988 | Keeper of the Seven Keys Part 2 Noise Records (SPV)     | DE5 Gold · (16 Wo.)DE | AT9 (2 Wo.)AT | CH6 (9 Wo.)CH | UK24 (5 Wo.)UK | US108 (16 Wo.)US | Erstveröffentlichung: 29. August 1988 Verkäufe: + 250.000  |
| 1991 | Pink Bubbles Go Ape EMI Music (EMI)                     | DE32 (10 Wo.)DE | AT28 (2 Wo.)AT | CH20 (6 Wo.)CH | UK41 (2 Wo.)UK | — | Erstveröffentlichung: 11. März 1991                        |
| 1993 | Chameleon EMI Music (EMI)                               | DE35 (9 Wo.)DE | — | CH30 (3 Wo.)CH | — | — | Erstveröffentlichung: 31. Mai 1993                         |
| 1994 | Master of the Rings Raw Power (CSC)                     | DE23 (11 Wo.)DE | AT34 (2 Wo.)AT | CH22 (6 Wo.)CH | — | — | Erstveröffentlichung: 8. Juli 1994 Verkäufe: + 120.000     |
| 1996 | The Time of the Oath Raw Power (CSC)                    | DE31 (11 Wo.)DE | AT33 (4 Wo.)AT | CH30 (3 Wo.)CH | — | — | Erstveröffentlichung: 29. Februar 1996 Verkäufe: + 100.000 |
| 1998 | Better Than Raw Raw Power (CSC)                         | DE19 (6 Wo.)DE | AT36 (2 Wo.)AT | CH42 (2 Wo.)CH | — | — | Erstveröffentlichung: 4. März 1998 Verkäufe: + 100.000     |
| 1999 | Metal Jukebox Raw Power (CSC)                           | DE49 (2 Wo.)DE | — | — | — | — | Erstveröffentlichung: 8. September 1999 Coveralbum         |
| 2000 | The Dark Ride Nuclear Blast (NB)                        | DE26 (3 Wo.)DE | — | CH68 (1 Wo.)CH | — | — | Erstveröffentlichung: 21. Oktober 2000                     |
| 2003 | Rabbit Don’t Come Easy Nuclear Blast (NB)               | DE26 (3 Wo.)DE | — | CH93 (1 Wo.)CH | — | — | Erstveröffentlichung: 12. Mai 2003                         |
| 2005 | Keeper of the Seven Keys – The Legacy Steamhammer (SPV) | DE28 (2 Wo.)DE | — | CH61 (2 Wo.)CH | — | — | Erstveröffentlichung: 28. Oktober 2005                     |
| 2007 | Gambling with the Devil Steamhammer (SPV)               | DE38 (1 Wo.)DE | — | CH88 (1 Wo.)CH | — | — | Erstveröffentlichung: 23. Oktober 2007                     |
| 2010 | 7 Sinners Columbia Records (Sony)                       | DE25 (3 Wo.)DE | AT57 (1 Wo.)AT | CH38 (1 Wo.)CH | — | — | Erstveröffentlichung: 27. Oktober 2010 Verkäufe: + 4.900   |
| 2013 | Straight Out of Hell Columbia Records (Sony)            | DE4 (5 Wo.)DE | AT22 (2 Wo.)AT | CH12 (3 Wo.)CH | — | US97 (1 Wo.)US | Erstveröffentlichung: 16. Januar 2013                      |
| 2015 | My God-Given Right Nuclear Blast (NB)                   | DE8 (4 Wo.)DE | AT30 (2 Wo.)AT | CH14 (4 Wo.)CH | — | — | Erstveröffentlichung: 27. Mai 2015                         |
| 2021 | Helloween Nuclear Blast (NB)                            | DE1 (14 Wo.)DE | AT3 (4 Wo.)AT | CH2 (8 Wo.)CH | UK24 (1 Wo.)UK | — | Erstveröffentlichung: 16. Juni 2021                        |

### Livealben
| Jahr | Titel Musiklabel | Höchstplatzierung, Gesamtwochen, AuszeichnungChartplatzierungen (Jahr, Titel, Musiklabel, Platzierungen, Wochen, Auszeichnungen, Anmerkungen) | Höchstplatzierung, Gesamtwochen, AuszeichnungChartplatzierungen (Jahr, Titel, Musiklabel, Platzierungen, Wochen, Auszeichnungen, Anmerkungen) | Höchstplatzierung, Gesamtwochen, AuszeichnungChartplatzierungen (Jahr, Titel, Musiklabel, Platzierungen, Wochen, Auszeichnungen, Anmerkungen) | Höchstplatzierung, Gesamtwochen, AuszeichnungChartplatzierungen (Jahr, Titel, Musiklabel, Platzierungen, Wochen, Auszeichnungen, Anmerkungen) | Höchstplatzierung, Gesamtwochen, AuszeichnungChartplatzierungen (Jahr, Titel, Musiklabel, Platzierungen, Wochen, Auszeichnungen, Anmerkungen) | Anmerkungen                             |
| Jahr | Titel Musiklabel | DE | AT | CH | UK | US | Anmerkungen                             |
| ---- | --- | --- | --- | --- | --- | --- | --------------------------------------- |
| 1989 | Live in the UK auch bekannt als I Want Out – Live Electrola • RCA Records (BMG • EMI)                                                  | DE14 (20 Wo.)DE | AT30 (4 Wo.)AT | — | UK26 (2 Wo.)UK | US123 (7 Wo.)US | Erstveröffentlichung: 6. April 1989     |
| 1996 | High Live Raw Power (CSC) | DE89 (1 Wo.)DE | — | — | — | — | Erstveröffentlichung: 1. September 1996 |
| 2007 | Keeper of the Seven Keys – The Legacy World Tour 2005/2006 – Live in Sao Paulo auch bekannt als Live on 3 Continents Steamhammer (SPV) | DE58 (1 Wo.)DE | — | — | — | — | Erstveröffentlichung: 20. Februar 2007  |
| 2019 | United Alive – Live in Madrid Nuclear Blast (NB)                                                                                       | DE4 (6 Wo.)DE | AT47 (1 Wo.)AT | CH21 (2 Wo.)CH | — | — | Erstveröffentlichung: 4. Oktober 2019   |
| 2024 | Live at Budokan Reigning Phoenix Music (WMG)                                                                                           | DE14 (1 Wo.)DE | — | CH31 (1 Wo.)CH | — | — | Erstveröffentlichung: 13. Dezember 2024 |

### Kompilationen
| Jahr | Titel Musiklabel                                                  | Höchstplatzierung, Gesamtwochen, AuszeichnungChartplatzierungen (Jahr, Titel, Musiklabel, Platzierungen, Wochen, Auszeichnungen, Anmerkungen) | Höchstplatzierung, Gesamtwochen, AuszeichnungChartplatzierungen (Jahr, Titel, Musiklabel, Platzierungen, Wochen, Auszeichnungen, Anmerkungen) | Höchstplatzierung, Gesamtwochen, AuszeichnungChartplatzierungen (Jahr, Titel, Musiklabel, Platzierungen, Wochen, Auszeichnungen, Anmerkungen) | Höchstplatzierung, Gesamtwochen, AuszeichnungChartplatzierungen (Jahr, Titel, Musiklabel, Platzierungen, Wochen, Auszeichnungen, Anmerkungen) | Höchstplatzierung, Gesamtwochen, AuszeichnungChartplatzierungen (Jahr, Titel, Musiklabel, Platzierungen, Wochen, Auszeichnungen, Anmerkungen) | Anmerkungen                            |
| Jahr | Titel Musiklabel                                                  | DE | AT | CH | UK | US | Anmerkungen                            |
| ---- | ----------------------------------------------------------------- | --- | --- | --- | --- | --- | -------------------------------------- |
| 1989 | Pumpkin Tracks Noise Records (SPV)                                | — | — | — | — | — | Erstveröffentlichung: November 1989    |
| 1991 | The Best – The Rest – The Rare Noise Records (SPV)                | DE50 (7 Wo.)DE | — | CH28 (5 Wo.)CH | — | — | Erstveröffentlichung: 21. August 1991  |
| 1994 | Keeper of the Seven Keys – Parts 1 & 2 Noise Records (SPV)        | DE71 (8 Wo.)DE | — | — | — | — | Erstveröffentlichung: 27. Januar 1994  |
| 2009 | Unarmed – Best of 25th Anniversary Columbia Records (Sony)        | DE39 (1 Wo.)DE | — | — | — | — | Erstveröffentlichung: 23. Oktober 2009 |
| 2025 | March of Time (The Best of 40 Years) Reigning Phoenix Music (WMG) | DE10 (1 Wo.)DE | AT28 (1 Wo.)AT | CH29 (1 Wo.)CH | — | — | Erstveröffentlichung: 28. März 2025    |

### EPs
| Jahr | Titel Musiklabel                       | Anmerkungen                         |
| ---- | -------------------------------------- | ----------------------------------- |
| 1985 | Helloween Noise Records (SPV)          | Erstveröffentlichung: März 1985     |
| 1994 | Mr. Ego (Take Me Down) Raw Power (CSC) | Erstveröffentlichung: 22. Juli 1994 |

## Singles
| Jahr | Titel Album                                              | Höchstplatzierung, Gesamtwochen, AuszeichnungChartplatzierungen (Jahr, Titel, Album, Platzierungen, Wochen, Auszeichnungen, Anmerkungen) | Höchstplatzierung, Gesamtwochen, AuszeichnungChartplatzierungen (Jahr, Titel, Album, Platzierungen, Wochen, Auszeichnungen, Anmerkungen) | Höchstplatzierung, Gesamtwochen, AuszeichnungChartplatzierungen (Jahr, Titel, Album, Platzierungen, Wochen, Auszeichnungen, Anmerkungen) | Höchstplatzierung, Gesamtwochen, AuszeichnungChartplatzierungen (Jahr, Titel, Album, Platzierungen, Wochen, Auszeichnungen, Anmerkungen) | Höchstplatzierung, Gesamtwochen, AuszeichnungChartplatzierungen (Jahr, Titel, Album, Platzierungen, Wochen, Auszeichnungen, Anmerkungen) | Anmerkungen                                                |
| Jahr | Titel Album                                              | DE | AT | CH | UK | US | Anmerkungen                                                |
| ---- | -------------------------------------------------------- | --- | --- | --- | --- | --- | ---------------------------------------------------------- |
| 1986 | Judas Pumpkin Tracks                                     | — | — | — | — | — | Erstveröffentlichung: 7. Juni 1986                         |
| 1987 | Future World Keeper of the Seven Keys Part 1             | — | — | — | — | — | Erstveröffentlichung: April 1987                           |
| 1988 | Dr. Stein Keeper of the Seven Keys Part 2                | DE10 (11 Wo.)DE | — | CH21 (4 Wo.)CH | UK57 (2 Wo.)UK | — | Erstveröffentlichung: Juli 1988                            |
| 1988 | I Want Out Keeper of the Seven Keys Part 2               | — | — | CH27 (1 Wo.)CH | UK69 (3 Wo.)UK | — | Erstveröffentlichung: September 1988                       |
| 1991 | Kids of the Century Pink Bubbles Go Ape                  | — | — | — | UK56 (2 Wo.)UK | — | Erstveröffentlichung: Februar 1991                         |
| 1992 | Number One Pink Bubbles Go Ape                           | — | — | — | — | — | Erstveröffentlichung: 26. August 1992                      |
| 1993 | When the Sinner Chameleon                                | — | — | — | — | — | Erstveröffentlichung: April 1993                           |
| 1993 | I Don’t Wanna Cry No More Chameleon                      | — | — | — | — | — | Erstveröffentlichung: 22. September 1993                   |
| 1993 | Windmill Chameleon                                       | — | — | — | — | — | Erstveröffentlichung: 1993                                 |
| 1993 | Step Out of Hell Chameleon                               | — | — | — | — | — | Erstveröffentlichung: August 1993                          |
| 1994 | Where the Rain Grows Master of the Rings                 | — | — | — | — | — | Erstveröffentlichung: März 1994                            |
| 1994 | Sole Survivor Master of the Rings                        | — | — | — | — | — | Erstveröffentlichung: August 1994                          |
| 1994 | Perfect Gentleman Master of the Rings                    | — | — | — | — | — | Erstveröffentlichung: 28. September 1994                   |
| 1996 | Power The Time of the Oath                               | — | — | — | — | — | Erstveröffentlichung: 16. Januar 1996                      |
| 1996 | The Time of the Oath                                     | — | — | — | — | — | Erstveröffentlichung: Februar 1996                         |
| 1996 | Forever and One (Neverland) The Time of the Oath         | — | — | — | — | — | Erstveröffentlichung: 21. August 1996                      |
| 1998 | I Can Better Than Raw                                    | — | — | — | — | — | Erstveröffentlichung: 11. Februar 1998                     |
| 1998 | Hey Lord! Better Than Raw                                | — | — | — | — | — | Erstveröffentlichung: 5. Oktober 1998                      |
| 1999 | Lay All Your Love on Me Metal Jukebox                    | — | — | — | — | — | Erstveröffentlichung: 25. August 1999                      |
| 2000 | If I Could Fly                                           | — | — | — | — | — | Erstveröffentlichung: 4. September 2000                    |
| 2000 | Mr. Torture If I Could Fly                               | — | — | — | — | — | Erstveröffentlichung: 27. September 2000                   |
| 2003 | Just a Little Sign Rabbit Don’t Come Easy                | DE91 (1 Wo.)DE | — | — | — | — | Erstveröffentlichung: 7. April 2003                        |
| 2005 | Mrs. God Keeper of the Seven Keys – The Legacy           | DE68 (3 Wo.)DE | — | CH91 (3 Wo.)CH | — | — | Erstveröffentlichung: 21. Juli 2005                        |
| 2006 | Light the Universe Keeper of the Seven Keys – The Legacy | — | — | — | — | — | Erstveröffentlichung: 1. November 2006 feat. Candice Night |
| 2007 | As Long As I Fall Gambling with the Devil                | — | — | — | — | — | Erstveröffentlichung: 27. September 2007                   |
| 2010 | Are You Metal? 7 Sinners                                 | — | — | — | — | — | Erstveröffentlichung: 22. September 2010                   |
| 2012 | Nabataea Straight Out of Hell                            | — | — | — | — | — | Erstveröffentlichung: 14. Dezember 2012                    |
| 2015 | Battle’s Won My God-Given Right                          | — | — | — | — | — | Erstveröffentlichung: 17. April 2015                       |
| 2017 | Pumpkins United United Alive                             | — | — | — | — | — | Erstveröffentlichung: 13. Oktober 2017                     |
| 2021 | Skyfall Helloween                                        | DE14 (1 Wo.)DE | — | — | — | — | Erstveröffentlichung: 2. April 2021                        |
| 2024 | Best Time (Live) Live at Budokan                         | — | — | — | — | — | Erstveröffentlichung: 11. Oktober 2024                     |
| 2024 | Eagle Fly Free (Live) Live at Budokan                    | — | — | — | — | — | Erstveröffentlichung: 1. November 2024                     |
| 2024 | Save Us (Live) Live at Budokan                           | — | — | — | — | — | Erstveröffentlichung: 29. November 2024                    |
| 2025 | This Is Tokyo –                                          | — | — | — | — | — | Erstveröffentlichung: 13. Juni 2025                        |
| 2025 | Universe (Gravity For Hearts) –                          | — | — | — | — | — | Erstveröffentlichung: 25. Juli 2025                        |

## Videoalben und Musikvideos

### Videoalben
| Jahr | Titel Musiklabel                                                      | Höchstplatzierung, Gesamtwochen, AuszeichnungChartplatzierungen (Jahr, Titel, Musiklabel, Platzierungen, Wochen, Auszeichnungen, Anmerkungen) | Höchstplatzierung, Gesamtwochen, AuszeichnungChartplatzierungen (Jahr, Titel, Musiklabel, Platzierungen, Wochen, Auszeichnungen, Anmerkungen) | Höchstplatzierung, Gesamtwochen, AuszeichnungChartplatzierungen (Jahr, Titel, Musiklabel, Platzierungen, Wochen, Auszeichnungen, Anmerkungen) | Höchstplatzierung, Gesamtwochen, AuszeichnungChartplatzierungen (Jahr, Titel, Musiklabel, Platzierungen, Wochen, Auszeichnungen, Anmerkungen) | Höchstplatzierung, Gesamtwochen, AuszeichnungChartplatzierungen (Jahr, Titel, Musiklabel, Platzierungen, Wochen, Auszeichnungen, Anmerkungen) | Anmerkungen                                               |
| Jahr | Titel Musiklabel                                                      | DE | AT | CH | UK | US | Anmerkungen                                               |
| ---- | --------------------------------------------------------------------- | --- | --- | --- | --- | --- | --------------------------------------------------------- |
| 1994 | The Pumpkin Video Victor Records (RCA)                                | — | — | — | — | — | Erstveröffentlichung: November 1994                       |
| 1996 | High Live Sanctuary Records (CSC)                                     | DE*DE | — | — | — | — | Erstveröffentlichung: 1. September 1996 * siehe Livealbum |
| 2005 | Hellish Videos – The Complete Video Collection Sanctuary Records (NB) | — | — | — | — | — | Erstveröffentlichung: 16. August 2005                     |
| 2007 | Live on 3 Continents Steamhammer (SPV)                                | DE*DE | — | — | — | — | Erstveröffentlichung: 20. Februar 2007 * siehe Livealbum  |
| 2019 | United Alive Nuclear Blast (NB)                                       | DE*DE | AT1 (2 Wo.)AT | CH1 (3 Wo.)CH | — | US11 (… Wo.)US | Erstveröffentlichung: 4. Oktober 2019 * siehe Livealbum   |

### Musikvideos
| Jahr | Lied                        | Regie           |
| ---- | --------------------------- | --------------- |
| 1987 | Halloween                   | Mark Rezyka     |
| 1988 | I Want Out                  |                 |
| 1991 | Kids of the Century         |                 |
| 1993 | When the Sinner             |                 |
| 1994 | Mr. Ego (Take Me Down)      | Desmond Webb    |
| 1994 | Where the Rain Grows        |                 |
| 1994 | Perfect Gentleman           |                 |
| 1996 | Power                       |                 |
| 1996 | The Time of the Oath        |                 |
| 1996 | Forever and One (Neverland) |                 |
| 1998 | I Can                       | Max Abbiss-Biro |
| 1998 | Hey Lord!                   |                 |
| 2000 | If I Could Fly              |                 |
| 2003 | Just a Little Sign          |                 |
| 2005 | Mrs. God                    | Andi Mährlein   |
| 2006 | Light the Universe          | Alex Diezinger  |
| 2007 | As Long as I Fall           | Alex Diezinger  |
| 2008 | Paint a New World           |                 |
| 2009 | Dr. Stein                   |                 |
| 2010 | Are You Metal?              | Oliver Sommer   |
| 2012 | Nabataea                    | Martin Häusler  |
| 2015 | My God-Given Right          | Oliver Sommer   |
| 2018 | Lost in America             | Inna Ford       |
| 2021 | Skyfall                     | Martin Häusler  |
| 2025 | This Is Tokyo               |                 |

## Boxsets
| Jahr | Titel Musiklabel                      | Höchstplatzierung, Gesamtwochen, AuszeichnungChartplatzierungen (Jahr, Titel, Musiklabel, Platzierungen, Wochen, Auszeichnungen, Anmerkungen) | Höchstplatzierung, Gesamtwochen, AuszeichnungChartplatzierungen (Jahr, Titel, Musiklabel, Platzierungen, Wochen, Auszeichnungen, Anmerkungen) | Höchstplatzierung, Gesamtwochen, AuszeichnungChartplatzierungen (Jahr, Titel, Musiklabel, Platzierungen, Wochen, Auszeichnungen, Anmerkungen) | Höchstplatzierung, Gesamtwochen, AuszeichnungChartplatzierungen (Jahr, Titel, Musiklabel, Platzierungen, Wochen, Auszeichnungen, Anmerkungen) | Höchstplatzierung, Gesamtwochen, AuszeichnungChartplatzierungen (Jahr, Titel, Musiklabel, Platzierungen, Wochen, Auszeichnungen, Anmerkungen) | Anmerkungen                         |
| Jahr | Titel Musiklabel                      | DE | AT | CH | UK | US | Anmerkungen                         |
| ---- | ------------------------------------- | --- | --- | --- | --- | --- | ----------------------------------- |
| 2002 | Treasure Chest Metal-is Records (SRG) | DE93 (1 Wo.)DE | — | — | — | — | Erstveröffentlichung: 27. März 2002 |

## Promoveröffentlichungen
| Jahr | Titel Album                               | Anmerkungen                        |
| ---- | ----------------------------------------- | ---------------------------------- |
| 1987 | Halloween Keeper of the Seven Keys Part 1 | Erstveröffentlichung: 1987         |
| 1993 | I Believe Chameleon                       | Erstveröffentlichung: 1993         |
| 1996 | Steel Tormentor The Time of the Oath      | Erstveröffentlichung: 1996         |
| 2008 | Find My Freedom Gambling with the Devil   | Erstveröffentlichung: 2008         |
| 2021 | Fear of the Fallen Helloween              | Erstveröffentlichung: 21. Mai 2021 |

| Jahr | Titel Album                                                                   | Anmerkungen                                                                         |
| ---- | ----------------------------------------------------------------------------- | ----------------------------------------------------------------------------------- |
| 2011 | The Sage, the Fool, the Sinner / Bring Them to Light 7 Sinners / 7th Symphony | Erstveröffentlichung: 16. April 2011 Helloween / Apocalyptica; RSD-Veröffentlichung |

## Sonderveröffentlichungen

### Alben
| Jahr | Titel Musiklabel                      | Anmerkungen                                                          |
| ---- | ------------------------------------- | -------------------------------------------------------------------- |
| 1998 | Pumpkin Box Victor Records (RCA)      | Erstveröffentlichung: 20. Oktober 1998 Veröffentlichung nur in Japan |
| 2017 | Sweet Seductions Victor Records (RCA) | Erstveröffentlichung: 1. November 2017 Veröffentlichung nur in Japan |

| Jahr | Titel Musiklabel                    | Anmerkungen                                                             |
| ---- | ----------------------------------- | ----------------------------------------------------------------------- |
| 1989 | Keepers – Live Victor Records (RCA) | Erstveröffentlichung: 10. Mai 1989 Veröffentlichung nur in Japan        |
| 2012 | Burning Sun Victor Records (RCA)    | Erstveröffentlichung: 24. Oktober 2012 Veröffentlichung nur in Japan    |
| 2019 | Helloween – Live Nuclear Blast (NB) | Erstveröffentlichung: 23. August 2019 US-iTunes-Exclusive               |
| 2021 | United Forces Rock Hard (RH)        | Erstveröffentlichung: 26. Mai 2021 Beilage im Rock Hard 06/21, Vol. 408 |

| Jahr | Titel Musiklabel                                                     | Anmerkungen                                                     |
| ---- | -------------------------------------------------------------------- | --------------------------------------------------------------- |
| 2008 | The Dark Ride / Rabbit Don’t Come Easy Nuclear Blast (NB)            | Erstveröffentlichung: 2. September 2008 Teil der „2-in-1“-Reihe |
| 2016 | Ride the Sky – The Very Best of 1985–1998 Sanctuary Records (BMG)    | Erstveröffentlichung: 6. Mai 2016 Label-Kompilation             |
| 2018 | Starlight – The Noise Records Collection BMG Rights Management (BMG) | Erstveröffentlichung: 10. September 2018 Label-Kompilation      |

| Jahr | Titel Musiklabel                           | Anmerkungen                                                          |
| ---- | ------------------------------------------ | -------------------------------------------------------------------- |
| 1998 | Karaoke Remix, Vol. 1 Victor Records (RCA) | Erstveröffentlichung: 3. November 1998 Veröffentlichung nur in Japan |
| 1998 | Karaoke Remix, Vol. 2 Victor Records (RCA) | Erstveröffentlichung: 3. November 1998 Veröffentlichung nur in Japan |

### Lieder
| Jahr | Titel Album                                                                          | Anmerkungen                                           |
| ---- | ------------------------------------------------------------------------------------ | ----------------------------------------------------- |
| 1984 | Oernst of Life Death Metal                                                           | Erstveröffentlichung: 1984                            |
| 1996 | The Hellion / Electric Eye A Tribute to Judas Priest: Legends of Metal               | Erstveröffentlichung: Mai 1996 Original: Judas Priest |
| 2012 | Dr. Stein (Live at Wacken 2011) Wacken 2011 – Live at Wacken Open Air                | Erstveröffentlichung: 3. Oktober 2012                 |
| 2019 | Pumpkins United (Live at Wacken 2018) Live at Wacken 2018: 29 Years Louder Than Hell | Erstveröffentlichung: 26. Juli 2019                   |

### Videoalben
| Jahr | Titel Musiklabel                                           | Anmerkungen                                                       |
| ---- | ---------------------------------------------------------- | ----------------------------------------------------------------- |
| 2007 | Keeper of the Seven Keys – The Legacy Steamhammer (Phonag) | Erstveröffentlichung: 23. Februar 2007 CD+DVD, erweiterte Fassung |

## Statistik

### Chartauswertung
|                     | DE     | AT     | CH     | UK    | US    |
| ------------------- | ------ | ------ | ------ | ----- | ----- |
| Nummer-eins-Alben   | DE1DE  | AT—AT  | CH—CH  | UK—UK | US—US |
| Top-10-Alben        | DE6DE  | AT2AT  | CH2CH  | UK—UK | US—US |
| Alben in den Charts | DE26DE | AT12AT | CH19CH | UK4UK | US4US |

|                       | DE    | AT    | CH    | UK    | US    |
| --------------------- | ----- | ----- | ----- | ----- | ----- |
| Nummer-eins-Singles   | DE—DE | AT—AT | CH—CH | UK—UK | US—US |
| Top-10-Singles        | DE1DE | AT—AT | CH—CH | UK—UK | US—US |
| Singles in den Charts | DE4DE | AT—AT | CH3CH | UK3UK | US—US |

|                          | DE    | AT    | CH    | UK    | US    |
| ------------------------ | ----- | ----- | ----- | ----- | ----- |
| Nummer-eins-Videoalben   | DE—DE | AT1AT | CH1CH | UK—UK | US—US |
| Top-10-Videoalben        | DE—DE | AT1AT | CH1CH | UK—UK | US—US |
| Videoalben in den Charts | DE—DE | AT1AT | CH1CH | UK—UK | US1US |

### Auszeichnungen für Musikverkäufe
| Goldene Schallplatte - Japan - 1994: für das Album Master of the Rings - 1996: für das Album The Time of the Oath - 1998: für das Album Better Than Raw - Tschechien - 2011: für das Album 7 Sinners |

Anmerkung: Auszeichnungen in Ländern aus den Charttabellen bzw. Chartboxen sind in ebendiesen zu finden.
| Land/RegionAuszeichnungen für Musikverkäufe (Land/Region, Auszeichnungen, Verkäufe, Quellen) | Gold     | Platin | Verkäufe | Quellen           |
| -------------------------------------------------------------------------------------------- | -------- | ------ | -------- | ----------------- |
| Deutschland (BVMI)                                                                           | Gold1    | —      | 250.000  | musikindustrie.de |
| Japan (RIAJ)                                                                                 | 3× Gold3 | —      | 300.000  | riaj.or.jp        |
| Tschechien (IFPI)                                                                            | Gold1    | —      | 3.000    | Einzelnachweise   |
| Insgesamt                                                                                    | 5× Gold5 | —      |          |                   |